# Évry (quận)
Évry là một quận của Pháp, nằm ở tỉnh Essonne, ở vùng Île-de-France. Quận này có 17 tổng và 52 xã.

## Các đơn vị hành chính

### Các tổng
Các tổng của quận Évry là: 
1. Brunoy
2. Corbeil-Essonnes-Est
3. Corbeil-Essonnes-Ouest
4. Draveil
5. Épinay-sous-Sénart
6. Évry-Nord
7. Évry-Sud
8. Grigny
9. Mennecy
10. Milly-la-Forêt
11. Montgeron
12. Morsang-sur-Orge
13. Ris-Orangis
14. Saint-Germain-lès-Corbeil
15. Vigneux-sur-Seine
16. Viry-Châtillon
17. Yerres

### Các xã
Các xã của quận Évry, và mã INSEE là: 
| 1. Auvernaux (91037)                 | 2. Ballancourt-sur-Essonne (91045) | 3. Boigneville (91069)             | 4. Bondoufle (91086)                  |
| 5. Boussy-Saint-Antoine (91097)      | 6. Brunoy (91114)                  | 7. Buno-Bonnevaux (91121)          | 8. Champcueil (91135)                 |
| 9. Chevannes (91159)                 | 10. Corbeil-Essonnes (91174)       | 11. Courances (91180)              | 12. Courcouronnes (91182)             |
| 13. Courdimanche-sur-Essonne (91184) | 14. Crosne (91191)                 | 15. Dannemois (91195)              | 16. Draveil (91201)                   |
| 17. Fleury-Mérogis (91235)           | 18. Fontenay-le-Vicomte (91244)    | 19. Gironville-sur-Essonne (91273) | 20. Grigny (91286)                    |
| 21. Le Coudray-Montceaux (91179)     | 22. Lisses (91340)                 | 23. Maisse (91359)                 | 24. Mennecy (91386)                   |
| 25. Milly-la-Forêt (91405)           | 26. Moigny-sur-École (91408)       | 27. Montgeron (91421)              | 28. Morsang-sur-Orge (91434)          |
| 29. Morsang-sur-Seine (91435)        | 30. Nainville-les-Roches (91441)   | 31. Oncy-sur-École (91463)         | 32. Ormoy (91468)                     |
| 33. Prunay-sur-Essonne (91507)       | 34. Quincy-sous-Sénart (91514)     | 35. Ris-Orangis (91521)            | 36. Saint-Germain-lès-Corbeil (91553) |
| 37. Saint-Pierre-du-Perray (91573)   | 38. Saintry-sur-Seine (91577)      | 39. Soisy-sur-Seine (91600)        | 40. Soisy-sur-École (91599)           |
| 41. Tigery (91617)                   | 42. Varennes-Jarcy (91631)         | 43. Vert-le-Grand (91648)          | 44. Vert-le-Petit (91649)             |
| 45. Vigneux-sur-Seine (91657)        | 46. Villabé (91659)                | 47. Viry-Châtillon (91687)         | 48. Yerres (91691)                    |
| 49. Écharcon (91204)                 | 50. Épinay-sous-Sénart (91215)     | 51. Étiolles (91225)               | 52. Évry (91228)                      |